# Mörttjärnen (Sorsele socken, Lappland, 724754-158361)
Mörttjärnen är en sjö i Sorsele kommun i Lappland och ingår i Umeälvens huvudavrinningsområde.